# Bethlehemziekenhuis
Het rooms-katholieke ziekenhuis Bethlehem was gesitueerd op de hoek van de Melis Stokelaan 1185 en de Vrederustlaan 180 in de Nederlandse stad Den Haag.
Daarvoor stond de Bethlehemkliniek aan de Prinsessegracht 8.
Het Bethlehemziekenhuis werd in 1967 of 1968 geopend na de sluiting van de Bethlehemkliniek.
Het ziekenhuis raakte in de jaren 1980 in de problemen. De oplossing daarvoor werd uiteindelijk gevonden in een algehele overname van de medisch specialisten, personeel en inventaris door 't Lange Land Ziekenhuis in Zoetermeer. Volgens het destijds geldende EVI-regiem (Exploitatie Verlagend Initiatief) had het op dat moment 180 bedden.